# 인간중심 교육과정
인간중심 교육과정은 이전의 학문 중심 교육과정에서 발생된 문제점을 보완하기 위하여 등장하였다.
학문 중심 교육과정은 학문과 지식으로 치우친 나머지 교육이 지배층의 특권을 유지시켜주는 역할을 하였기 때문에 민주주의 기본 개념인 평등사상을 구현하는데 부정적이었으며 과학 발달로 인간의 소외현상이 심화되어 각 개인의 자아 실현을 위한 새로운 교육의 필요성이 대두됨에 따라 발생, 발전하였다. 